# Seo Jung-won
Seo Jung-won ((서정원?, 徐正源?); Gwangju, 17 dicembre 1970) è un allenatore di calcio ed ex calciatore sudcoreano, tecnico del Chengdu Rongcheng.
Di ruolo centrocampista, attivo tra il 1992 e il 2007, ha disputato le fasi finali di due Mondiali, una Olimpiade e una Coppa d'Asia.

## Statistiche

### Cronologia presenze e reti in nazionale
| Cronologia completa delle presenze e delle reti in nazionale ― Corea del Sud | Cronologia completa delle presenze e delle reti in nazionale ― Corea del Sud | Cronologia completa delle presenze e delle reti in nazionale ― Corea del Sud | Cronologia completa delle presenze e delle reti in nazionale ― Corea del Sud | Cronologia completa delle presenze e delle reti in nazionale ― Corea del Sud | Cronologia completa delle presenze e delle reti in nazionale ― Corea del Sud | Cronologia completa delle presenze e delle reti in nazionale ― Corea del Sud | Cronologia completa delle presenze e delle reti in nazionale ― Corea del Sud |
| Data                                                                         | Città                                                                        | In casa                                                                      | Risultato                                                                    | Ospiti                                                                       | Competizione                                                                 | Reti                                                                         | Note                                                                         |
| ---------------------------------------------------------------------------- | ---------------------------------------------------------------------------- | ---------------------------------------------------------------------------- | ---------------------------------------------------------------------------- | ---------------------------------------------------------------------------- | ---------------------------------------------------------------------------- | ---------------------------------------------------------------------------- | ---------------------------------------------------------------------------- |
| 27-7-1990                                                                    | Pechino                                                                      | Corea del Sud                                                                | 2 – 0                                                                        | Giappone                                                                     | Coppa Dinastia 1990                                                          | -                                                                            | 61’                                                                          |
| 31-7-1990                                                                    | Pechino                                                                      | Corea del Sud                                                                | 1 – 0                                                                        | Cina                                                                         | Coppa Dinastia 1990                                                          | -                                                                            |                                                                              |
| 3-8-1990                                                                     | Pechino                                                                      | Cina                                                                         | 1 – 1 dts (4-5 dtr)                                                          | Corea del Sud                                                                | Coppa Dinastia 1990                                                          | -                                                                            |                                                                              |
| 6-9-1990                                                                     | Seul                                                                         | Corea del Sud                                                                | 1 – 0                                                                        | Australia                                                                    | Amichevole                                                                   | -                                                                            | 46’                                                                          |
| 9-9-1990                                                                     | Pusan                                                                        | Corea del Sud                                                                | 1 – 0                                                                        | Australia                                                                    | Amichevole                                                                   | 1                                                                            | 58’                                                                          |
| 23-9-1990                                                                    | Pechino                                                                      | Corea del Sud                                                                | 7 – 0                                                                        | Singapore                                                                    | Giochi asiatici 1990                                                         | 2                                                                            | 46’                                                                          |
| 27-9-1990                                                                    | Pechino                                                                      | Corea del Sud                                                                | 2 – 0                                                                        | Cina                                                                         | Giochi asiatici 1990                                                         | 2                                                                            |                                                                              |
| 3-10-1990                                                                    | Pechino                                                                      | Corea del Sud                                                                | 0 – 1                                                                        | Iran                                                                         | Giochi asiatici 1990                                                         | -                                                                            | 91’                                                                          |
| 5-10-1990                                                                    | Pechino                                                                      | Corea del Sud                                                                | 1 – 0                                                                        | Thailandia                                                                   | Giochi asiatici 1990                                                         | -                                                                            |                                                                              |
| 11-10-1990                                                                   | Pyongyang                                                                    | Corea del Nord                                                               | 2 – 1                                                                        | Corea del Sud                                                                | Amichevole                                                                   | -                                                                            | 60’                                                                          |
| 23-10-1990                                                                   | Seul                                                                         | Corea del Sud                                                                | 1 – 0                                                                        | Corea del Nord                                                               | Amichevole                                                                   | -                                                                            | 46’                                                                          |
| 29-10-1992                                                                   | Anyang                                                                       | Corea del Sud                                                                | 0 – 0                                                                        | Emirati Arabi Uniti                                                          | Amichevole                                                                   | -                                                                            |                                                                              |
| 9-3-1993                                                                     | Vancouver                                                                    | Canada                                                                       | 0 – 2                                                                        | Corea del Sud                                                                | Amichevole                                                                   | -                                                                            |                                                                              |
| 11-3-1993                                                                    | Victoria                                                                     | Canada                                                                       | 2 – 0                                                                        | Corea del Sud                                                                | Amichevole                                                                   | -                                                                            |                                                                              |
| 25-4-1993                                                                    | Changwon                                                                     | Corea del Sud                                                                | 1 – 1                                                                        | Iraq                                                                         | Amichevole                                                                   | -                                                                            |                                                                              |
| 28-4-1993                                                                    | Ulsan                                                                        | Corea del Sud                                                                | 2 – 2                                                                        | Iraq                                                                         | Amichevole                                                                   | 1                                                                            | 50’                                                                          |
| 9-5-1993                                                                     | Beirut                                                                       | Bahrein                                                                      | 0 – 0                                                                        | Corea del Sud                                                                | Qual. Mondiali 1994                                                          | -                                                                            | 63’                                                                          |
| 11-5-1993                                                                    | Beirut                                                                       | Libano                                                                       | 0 – 1                                                                        | Corea del Sud                                                                | Qual. Mondiali 1994                                                          | -                                                                            |                                                                              |
| 13-5-1993                                                                    | Beirut                                                                       | India                                                                        | 0 – 3                                                                        | Corea del Sud                                                                | Qual. Mondiali 1994                                                          | -                                                                            | 72’                                                                          |
| 15-5-1993                                                                    | Beirut                                                                       | Hong Kong                                                                    | 0 – 3                                                                        | Corea del Sud                                                                | Qual. Mondiali 1994                                                          | 1                                                                            |                                                                              |
| 5-6-1993                                                                     | Seul                                                                         | Corea del Sud                                                                | 4 – 1                                                                        | Hong Kong                                                                    | Qual. Mondiali 1994                                                          | -                                                                            | 73’                                                                          |
| 7-6-1993                                                                     | Seul                                                                         | Corea del Sud                                                                | 2 – 0                                                                        | Libano                                                                       | Qual. Mondiali 1994                                                          | -                                                                            | 67’                                                                          |
| 13-6-1993                                                                    | Seul                                                                         | Corea del Sud                                                                | 3 – 0                                                                        | Bahrein                                                                      | Qual. Mondiali 1994                                                          | -                                                                            |                                                                              |
| 19-6-1993                                                                    | Seul                                                                         | Corea del Sud                                                                | 1 – 2                                                                        | Egitto                                                                       | 1993 President's Cup                                                         | 1                                                                            | 80’                                                                          |
| 28-6-1993                                                                    | Seul                                                                         | Corea del Sud                                                                | 0 – 1                                                                        | Egitto                                                                       | 1993 President's Cup                                                         | -                                                                            |                                                                              |
| 24-9-1993                                                                    | Seul                                                                         | Corea del Sud                                                                | 1 – 1                                                                        | Australia                                                                    | Amichevole                                                                   | 1                                                                            |                                                                              |
| 26-9-1993                                                                    | Seul                                                                         | Corea del Sud                                                                | 1 – 0                                                                        | Australia                                                                    | Amichevole                                                                   | -                                                                            | 63’                                                                          |
| 16-10-1993                                                                   | Doha                                                                         | Iran                                                                         | 0 – 3                                                                        | Corea del Sud                                                                | Qual. Mondiali 1994                                                          | -                                                                            | 69’                                                                          |
| 25-10-1993                                                                   | Doha                                                                         | Giappone                                                                     | 1 – 0                                                                        | Corea del Sud                                                                | Qual. Mondiali 1994                                                          | -                                                                            | 46’                                                                          |
| 28-10-1993                                                                   | Doha                                                                         | Corea del Sud                                                                | 3 – 0                                                                        | Corea del Nord                                                               | Qual. Mondiali 1994                                                          | -                                                                            |                                                                              |
| 16-2-1994                                                                    | Changwon                                                                     | Corea del Sud                                                                | 1 – 2                                                                        | Romania                                                                      | Amichevole                                                                   | -                                                                            | 46’                                                                          |
| 26-2-1994                                                                    | Los Angeles                                                                  | Colombia                                                                     | 2 – 2                                                                        | Corea del Sud                                                                | Amichevole                                                                   | -                                                                            |                                                                              |
| 12-3-1994                                                                    | Fullerton                                                                    | Stati Uniti                                                                  | 1 – 1                                                                        | Corea del Sud                                                                | Amichevole                                                                   | -                                                                            | 46’ 73’                                                                      |
| 1-5-1994                                                                     | Seul                                                                         | Corea del Sud                                                                | 2 – 2                                                                        | Camerun                                                                      | Amichevole                                                                   | -                                                                            | 53’                                                                          |
| 3-5-1994                                                                     | Changwon                                                                     | Corea del Sud                                                                | 2 – 1                                                                        | Camerun                                                                      | Amichevole                                                                   | -                                                                            | 46’                                                                          |
| 11-6-1994                                                                    | Dallas                                                                       | Honduras                                                                     | 0 – 3                                                                        | Corea del Sud                                                                | Amichevole                                                                   | -                                                                            | 46’                                                                          |
| 17-6-1994                                                                    | Dallas                                                                       | Spagna                                                                       | 2 – 2                                                                        | Corea del Sud                                                                | Mondiali 1994 - 1º turno                                                     | 1                                                                            | 59’                                                                          |
| 23-6-1994                                                                    | Foxborough                                                                   | Corea del Sud                                                                | 0 – 0                                                                        | Bolivia                                                                      | Mondiali 1994 - 1º turno                                                     | -                                                                            | 64’                                                                          |
| 27-6-1994                                                                    | Dallas                                                                       | Germania                                                                     | 3 – 2                                                                        | Corea del Sud                                                                | Mondiali 1994 - 1º turno                                                     | -                                                                            | 46’                                                                          |
| 13-9-1994                                                                    | Seul                                                                         | Corea del Sud                                                                | 2 – 0                                                                        | Ucraina                                                                      | Amichevole                                                                   | -                                                                            | 68’                                                                          |
| 19-9-1994                                                                    | Seul                                                                         | Corea del Sud                                                                | 0 – 0                                                                        | Emirati Arabi Uniti                                                          | Amichevole                                                                   | -                                                                            | 46’                                                                          |
| 15-10-1994                                                                   | Hiroshima                                                                    | Kuwait                                                                       | 2 – 1                                                                        | Corea del Sud                                                                | Giochi asiatici 1994                                                         | 1                                                                            |                                                                              |
| 12-8-1995                                                                    | Suwon                                                                        | Corea del Sud                                                                | 0 – 1                                                                        | Brasile                                                                      | Amichevole                                                                   | -                                                                            | 80’                                                                          |
| 31-10-1995                                                                   | Seul                                                                         | Corea del Sud                                                                | 1 – 1                                                                        | Arabia Saudita                                                               | Amichevole                                                                   | -                                                                            |                                                                              |
| 16-5-1996                                                                    | Seul                                                                         | Corea del Sud                                                                | 0 – 2                                                                        | Svezia                                                                       | Amichevole                                                                   | -                                                                            | 60’                                                                          |
| 5-8-1996                                                                     | Ho Chi Minh                                                                  | Corea del Sud                                                                | 9 – 0                                                                        | Guam                                                                         | Qual. Coppa d'Asia 1996                                                      | -                                                                            | 63’                                                                          |
| 8-8-1996                                                                     | Ho Chi Minh                                                                  | Corea del Sud                                                                | 4 – 0                                                                        | Taipei cinese                                                                | Qual. Coppa d'Asia 1996                                                      | -                                                                            |                                                                              |
| 11-8-1996                                                                    | Ho Chi Minh                                                                  | Vietnam                                                                      | 0 – 4                                                                        | Corea del Sud                                                                | Qual. Coppa d'Asia 1996                                                      | -                                                                            | 46’                                                                          |
| 25-9-1996                                                                    | Seul                                                                         | Corea del Sud                                                                | 3 – 1                                                                        | Cina                                                                         | Korea-China Annual Match                                                     | 1                                                                            |                                                                              |
| 10-12-1996                                                                   | Abu Dhabi                                                                    | Kuwait                                                                       | 2 – 0                                                                        | Corea del Sud                                                                | Coppa d'Asia 1996 - 1º turno                                                 | -                                                                            |                                                                              |
| 16-12-1996                                                                   | Dubai                                                                        | Corea del Sud                                                                | 2 – 6                                                                        | Iran                                                                         | Coppa d'Asia 1996 - Quarti di finale                                         | -                                                                            | 33’                                                                          |
| 25-1-1997                                                                    | Sydney                                                                       | Corea del Sud                                                                | 3 – 1                                                                        | Nuova Zelanda                                                                | Opus Tournament                                                              | -                                                                            | 46’ 64’                                                                      |
| 22-2-1997                                                                    | Hong Kong                                                                    | Hong Kong                                                                    | 0 – 2                                                                        | Corea del Sud                                                                | Qual. Mondiali 1998                                                          | 1                                                                            |                                                                              |
| 2-3-1997                                                                     | Bangkok                                                                      | Thailandia                                                                   | 1 – 3                                                                        | Corea del Sud                                                                | Qual. Mondiali 1998                                                          | -                                                                            |                                                                              |
| 23-4-1997                                                                    | Pechino                                                                      | Cina                                                                         | 0 – 2                                                                        | Corea del Sud                                                                | Korea-China Annual Match                                                     | -                                                                            | 86’                                                                          |
| 21-5-1997                                                                    | Tokyo                                                                        | Giappone                                                                     | 1 – 1                                                                        | Corea del Sud                                                                | Amichevole                                                                   | -                                                                            |                                                                              |
| 28-5-1997                                                                    | Daejeon                                                                      | Corea del Sud                                                                | 4 – 0                                                                        | Hong Kong                                                                    | Qual. Mondiali 1998                                                          | -                                                                            |                                                                              |
| 1-6-1997                                                                     | Seul                                                                         | Corea del Sud                                                                | 0 – 0                                                                        | Thailandia                                                                   | Qual. Mondiali 1998                                                          | -                                                                            | 74’                                                                          |
| 12-6-1997                                                                    | Seul                                                                         | Corea del Sud                                                                | 3 – 1                                                                        | Egitto                                                                       | 1997 Korea Cup                                                               | -                                                                            |                                                                              |
| 14-6-1997                                                                    | Suwon                                                                        | Corea del Sud                                                                | 3 – 0                                                                        | Ghana                                                                        | 1997 Korea Cup                                                               | 1                                                                            |                                                                              |
| 16-6-1997                                                                    | Seul                                                                         | Corea del Sud                                                                | 1 – 1                                                                        | Jugoslavia                                                                   | 1997 Korea Cup                                                               | 1                                                                            |                                                                              |
| 24-8-1997                                                                    | Taegu                                                                        | Corea del Sud                                                                | 4 – 1                                                                        | Tagikistan                                                                   | Amichevole                                                                   | -                                                                            | 62’                                                                          |
| 30-8-1997                                                                    | Seul                                                                         | Corea del Sud                                                                | 0 – 0                                                                        | Cina                                                                         | Korea-China Annual Match                                                     | -                                                                            | 79’                                                                          |
| 6-9-1997                                                                     | Seul                                                                         | Corea del Sud                                                                | 3 – 0                                                                        | Kazakistan                                                                   | Qual. Mondiali 1998                                                          | -                                                                            | 69’                                                                          |
| 12-9-1997                                                                    | Seul                                                                         | Corea del Sud                                                                | 2 – 1                                                                        | Uzbekistan                                                                   | Qual. Mondiali 1998                                                          | -                                                                            | 77’                                                                          |
| 28-9-1997                                                                    | Tokyo                                                                        | Giappone                                                                     | 1 – 2                                                                        | Corea del Sud                                                                | Qual. Mondiali 1998                                                          | 1                                                                            | 64’                                                                          |
| 4-10-1997                                                                    | Seul                                                                         | Corea del Sud                                                                | 3 – 0                                                                        | Emirati Arabi Uniti                                                          | Qual. Mondiali 1998                                                          | -                                                                            |                                                                              |
| 11-10-1997                                                                   | Almaty                                                                       | Kazakistan                                                                   | 1 – 1                                                                        | Corea del Sud                                                                | Qual. Mondiali 1998                                                          | -                                                                            |                                                                              |
| 18-10-1997                                                                   | Tashkent                                                                     | Uzbekistan                                                                   | 1 – 5                                                                        | Corea del Sud                                                                | Qual. Mondiali 1998                                                          | -                                                                            | 65’                                                                          |
| 1-11-1997                                                                    | Seul                                                                         | Corea del Sud                                                                | 0 – 2                                                                        | Giappone                                                                     | Qual. Mondiali 1998                                                          | -                                                                            | 59’                                                                          |
| 9-11-1997                                                                    | Abu Dhabi                                                                    | Emirati Arabi Uniti                                                          | 1 – 3                                                                        | Corea del Sud                                                                | Qual. Mondiali 1998                                                          | -                                                                            | 63’                                                                          |
| 1-4-1998                                                                     | Seul                                                                         | Corea del Sud                                                                | 2 – 1                                                                        | Giappone                                                                     | Amichevole                                                                   | -                                                                            |                                                                              |
| 22-4-1998                                                                    | Belgrado                                                                     | Jugoslavia                                                                   | 3 – 1                                                                        | Corea del Sud                                                                | Amichevole                                                                   | -                                                                            |                                                                              |
| 19-5-1998                                                                    | Seul                                                                         | Corea del Sud                                                                | 0 – 0                                                                        | Giamaica                                                                     | Amichevole                                                                   | -                                                                            | 46’                                                                          |
| 27-5-1998                                                                    | Seul                                                                         | Corea del Sud                                                                | 2 – 2                                                                        | Rep. Ceca                                                                    | Amichevole                                                                   | -                                                                            | 69’                                                                          |
| 13-6-1998                                                                    | Lione                                                                        | Corea del Sud                                                                | 1 – 3                                                                        | Messico                                                                      | Mondiali 1998 - 1º turno                                                     | -                                                                            | 71’                                                                          |
| 20-6-1998                                                                    | Marsiglia                                                                    | Paesi Bassi                                                                  | 5 – 0                                                                        | Corea del Sud                                                                | Mondiali 1998 - 1º turno                                                     | -                                                                            | 77’                                                                          |
| 25-6-1998                                                                    | Parigi                                                                       | Belgio                                                                       | 1 – 1                                                                        | Corea del Sud                                                                | Mondiali 1998 - 1º turno                                                     | -                                                                            |                                                                              |
| 28-3-1999                                                                    | Seul                                                                         | Corea del Sud                                                                | 1 – 0                                                                        | Brasile                                                                      | Amichevole                                                                   | -                                                                            | 36’ 84’                                                                      |
| 5-6-1999                                                                     | Seul                                                                         | Corea del Sud                                                                | 1 – 2                                                                        | Belgio                                                                       | Amichevole                                                                   | -                                                                            | 73’                                                                          |
| 12-6-1999                                                                    | Seul                                                                         | Corea del Sud                                                                | 3 – 1                                                                        | Messico                                                                      | 1999 Korea Cup                                                               | -                                                                            | 71’                                                                          |
| 15-6-1999                                                                    | Seul                                                                         | Corea del Sud                                                                | 0 – 0                                                                        | Egitto                                                                       | 1999 Korea Cup                                                               | -                                                                            | 76’                                                                          |
| 19-6-1999                                                                    | Seul                                                                         | Corea del Sud                                                                | 1 – 1                                                                        | Croazia                                                                      | 1999 Korea Cup                                                               | -                                                                            | 51’                                                                          |
| 24-1-2001                                                                    | Hong Kong                                                                    | Corea del Sud                                                                | 2 – 3                                                                        | Norvegia                                                                     | Coppa Carlsberg                                                              | -                                                                            | 65’                                                                          |
| 27-1-2001                                                                    | Hong Kong                                                                    | Paraguay                                                                     | 1 – 1 dts (5-6 dtr)                                                          | Corea del Sud                                                                | Coppa Carlsberg                                                              | -                                                                            | 76’                                                                          |
| 26-4-2001                                                                    | Il Cairo                                                                     | Egitto                                                                       | 1 – 2                                                                        | Corea del Sud                                                                | Coppa LG                                                                     | -                                                                            | 53’                                                                          |
| Totale                                                                       |                                                                              | Presenze                                                                     | 86                                                                           |                                                                              | Reti                                                                         | 16                                                                           |                                                                              |